# Коррадини, Энрико
Энри́ко Корради́ни (итал. Enrico Corradini; 20 июля 1865[…], Монтелупо-Фьорентино, Тоскана — 10 декабря 1931[…], Рим) — итальянский писатель и журналист.

## Биография
Энрико Коррадини родился 20 июля 1865 года в Монтелупо-Фьорентино. Он основал вместе с Джованни Папини, Вильфредо Парето и Джузеппе Преццолини газету «Il Regno» (1903—1906) правого направления. Радикальные и ирредентистские идеи Коррадини впоследствии смешались с фашистскими.
В 1910 году была основана Итальянская националистическая ассоциация. Одним из её лидеров был Энрико Коррадини, ставший известным после своих политических очерков по поводу Триполитанской войны — «Желание Италии» и «Момент Триполи», в которых оправдывал действия итальянской стороны. Свои теории насчёт войны 1911—1913 годов он высказывал в собственном еженедельнике «L’Idea Nazionale» («Национальная идея»), который он основал вместе с Альфредо Рокко и Луиджи Федерцони.
Еженедельник «L’Idea Nazionale» придерживался милитаристских и националистических взглядов. Он полностью поддержал вступление Италии в Первую мировую войну сначала на стороне Тройственного пакта, а также переход Италии на сторону Антанты. Еженедельник подвергал жёсткой критике сторонников нейтралитета и тех, кто выступал за выход Италии из войны, в частности, Джованни Джолитти.
В 1919 году Коррадини высказал концепцию «пролетарского национализма», в которой признал пролетариат самым многочисленным и влиятельным классом Италии.
После войны возглавил слияние Итальянской националистической ассоциации и Национальной фашистской партии. Поддержал приход Муссолини к власти. В 1928 году стал членом правительства.
Наиболее известные произведения Коррадини: «La patria lontana» («Далёкое отечество», 1910) и «La guerra lontana» («Далёкая война», 1911).